# Koulwéogo (Méguet)
Pour les articles homonymes, voir Koulwéogo.
Koulwéogo est une commune rurale située dans le département de Méguet de la province du Ganzourgou dans la région du Plateau-Central au Burkina Faso.

## Géographie
Koulwéogo est situé à environ 8 km au nord du centre de Zorgho, le chef-lieu de la province, et à 12 km au sud-est de Méguet, le chef-lieu du département. Le village est traversé par le route régionale 1 reliant Zorgho à Boulsa.

## Santé et éducation
Koulwéogo accueille un centre de santé et de promotion sociale (CSPS) tandis que le centre médical avec antenne chirurgicale (CMA) se trouve à Zorgho.
La commune possède une école primaire.